# 常磐下湯長谷町
常磐下湯長谷町（じょうばん しもゆながやまち）は、福島県いわき市にある大字である。郵便番号は972-8317。

## 地理
いわき市中央部の常磐地区に属する。北東で常磐関船町、南で常磐西郷町、南西で常磐白鳥町、西で桜ケ丘、北西で常磐上湯長谷町とそれぞれ隣接する。概ね町村制施行以前の磐前郡下湯長谷村の流れを汲む地域である。二級水系藤原川と支流の湯本川下流部の間と、それらの間を流れる湯長谷川の下流域を主な範囲とする。川沿い平野部は住宅地が広がり、北側の丘陵地も住宅地として造成されている。南側の丘陵地には湯長谷城跡が位置する。常磐関船町内に所在するいわき中央警察署常磐分庁舎及び常磐消防署がそれぞれ管轄にあたる。

### 主な字
字
複数の字を持つが、地名の表記に「字」の文字は使用されない。
- 家中跡
- 野木前
- 一町田
- 古館

- 町下
- シザ
- 道下
- 梅ノ房

- 勝善
- 岩崎
- 一～三丁目

### 河川
- 藤原川
  - 湯本川
  - 湯長谷川

## 歴史
- 1879年1月27日 - 湯長谷藩領下湯長谷村が福島県内における郡区町村制の施行により磐前郡の村となる[4]。
- 1889年4月1日 - 町村制の施行により下湯長谷村が長孫村、馬玉村、岩ヶ岡村、西郷村、上湯長谷村、下船尾村、関船村、水野谷村、藤原村、白鳥村と合併し、磐前郡磐崎村が成立する。旧下湯長谷村域は磐崎村の大字となる[4]。
- 1896年4月1日 - 磐前郡と周辺郡との合併により石城郡が発足し、石城郡磐崎村となる[4]。
- 1954年3月31日 - 磐崎村が湯本町と合併し常磐市が成立し、常磐市の大字となる[4]。
- 1966年10月1日 - 常磐市が平市・勿来市・内郷市・磐城市、石城郡小川町・遠野町・四倉町・川前村・田人村・好間村・三和村、双葉郡久之浜町・大久村と合併しいわき市となり、いわき市常磐地区の大字となる[4]。

## 世帯数と人口
2023年10月31日現在の世帯数と人口は以下の通りである。
| 大字           | 世帯数   | 人口   |
| -------------- | -------- | ------ |
| 常磐下湯長谷町 | 1158世帯 | 2563人 |

## 小・中学校の学区
市立小・中学校に通う場合、学区は以下の通りとなる。
| 番地           | 小学校                   | 中学校                   |
| -------------- | ------------------------ | ------------------------ |
| 一町田の一部   | いわき市立湯本第一小学校 | いわき市立湯本第一中学校 |
| 上記を除く全域 | いわき市立磐崎小学校     | いわき市立磐崎中学校     |

## 交通

### 道路
- 福島県道56号常磐勿来線
- 一級市道上下湯長谷線

## 施設
- 湯長谷城跡
- いわき市立磐崎中学校
- いわき市立磐崎小学校
- マルト スーパーセンター湯長谷店